# Drosera camporupestris
Drosera camporupestris este o specie de plante carnivore din genul Drosera, familia Droseraceae, ordinul Caryophyllales, descrisă de Rivadavia. Conform Catalogue of Life specia Drosera camporupestris nu are subspecii cunoscute.